# Liste der Flughäfen auf St. Kitts und Nevis
Die Liste der Flughäfen auf St. Kitts und Nevis enthält alle Flughäfen des Inselstaats St. Kitts und Nevis in der östlichen Karibik.
- Karte mit allen Koordinaten:
- OSM |
- WikiMap

| Insel     | Stadt       | IATA-Code | ICAO-Code | Name des Flughafens                           | Koordinaten                  |
| --------- | ----------- | --------- | --------- | --------------------------------------------- | ---------------------------- |
| St. Kitts | Basseterre  | SKB       | TKPK      | Flughafen Robert L. Bradshaw International    | 17° 18′ 40″ N, 62° 43′ 7″ W  |
| Nevis     | Charlestown | NEV       | TKPN      | Flughafen Vance Winkworth Amory International | 17° 12′ 20″ N, 62° 35′ 24″ W |